# Bethonvilliers
Ne doit pas être confondu avec Béthonvilliers.
Bethonvilliers est une commune française située dans le département du Territoire de Belfort, la région culturelle et historique de Franche-Comté et la région administrative Bourgogne-Franche-Comté.

## Géographie
Le village s'étend sur 190 hectares et compte 250 habitants. Il est entouré à l'est par Lagrange, à l'ouest par Menoncourt et se situe un peu à l'écart de la RD 83, à 10 km à l'est de Belfort en direction de l'Alsace. Cette commune fait partie du Grand Belfort.

### Climat
Pour des articles plus généraux, voir Climat de la Bourgogne-Franche-Comté et Climat du Territoire de Belfort.
En 2010, le climat de la commune est de type climat des marges montargnardes, selon une étude du Centre national de la recherche scientifique s'appuyant sur une série de données couvrant la période 1971-2000. En 2020, Météo-France publie une typologie des climats de la France métropolitaine dans laquelle la commune est exposée à un climat semi-continental et est dans la région climatique Vosges, caractérisée par une pluviométrie très élevée (1 500 à 2 000 mm/an) en toutes saisons et un hiver rude (moins de 1 °C).
Pour la période 1971-2000, la température annuelle moyenne est de 9,7 °C, avec une amplitude thermique annuelle de 17,3 °C. Le cumul annuel moyen de précipitations est de 1 087 mm, avec 12,2 jours de précipitations en janvier et 10,4 jours en juillet. Pour la période 1991-2020, la température moyenne annuelle observée sur la station météorologique de Météo-France la plus proche, « Felon_sapc », sur la commune de Felon à 3 km à vol d'oiseau, est de 10,3 °C et le cumul annuel moyen de précipitations est de 1 056,1 mm. 
La température maximale relevée sur cette station est de 38 °C, atteinte le 7 août 2015 ; la température minimale est de −19,3 °C, atteinte le 20 décembre 2009,,.
Les paramètres climatiques de la commune ont été estimés pour le milieu du siècle (2041-2070) selon différents scénarios d'émission de gaz à effet de serre à partir des nouvelles projections climatiques de référence DRIAS-2020. Ils sont consultables sur un site dédié publié par Météo-France en novembre 2022.

## Urbanisme

### Typologie
Au 1er janvier 2024, Bethonvilliers est catégorisée commune rurale à habitat dispersé, selon la nouvelle grille communale de densité à sept niveaux définie par l'Insee en 2022.
Elle est située hors unité urbaine. Par ailleurs la commune fait partie de l'aire d'attraction de Belfort, dont elle est une commune de la couronne,. Cette aire, qui regroupe 91 communes, est catégorisée dans les aires de 50 000 à moins de 200 000 habitants,.

### Occupation des sols
L'occupation des sols de la commune, telle qu'elle ressort de la base de données européenne d’occupation biophysique des sols Corine Land Cover (CLC), est marquée par l'importance des territoires agricoles (99,7 % en 2018), une proportion identique à celle de 1990 (99,7 %). La répartition détaillée en 2018 est la suivante : terres arables (43,5 %), zones agricoles hétérogènes (36,6 %), prairies (19,6 %), forêts (0,3 %). L'évolution de l'occupation des sols de la commune et de ses infrastructures peut être observée sur les différentes représentations cartographiques du territoire : la carte de Cassini (XVIIIe siècle), la carte d'état-major (1820-1866) et les cartes ou photos aériennes de l'IGN pour la période actuelle (1950 à aujourd'hui).

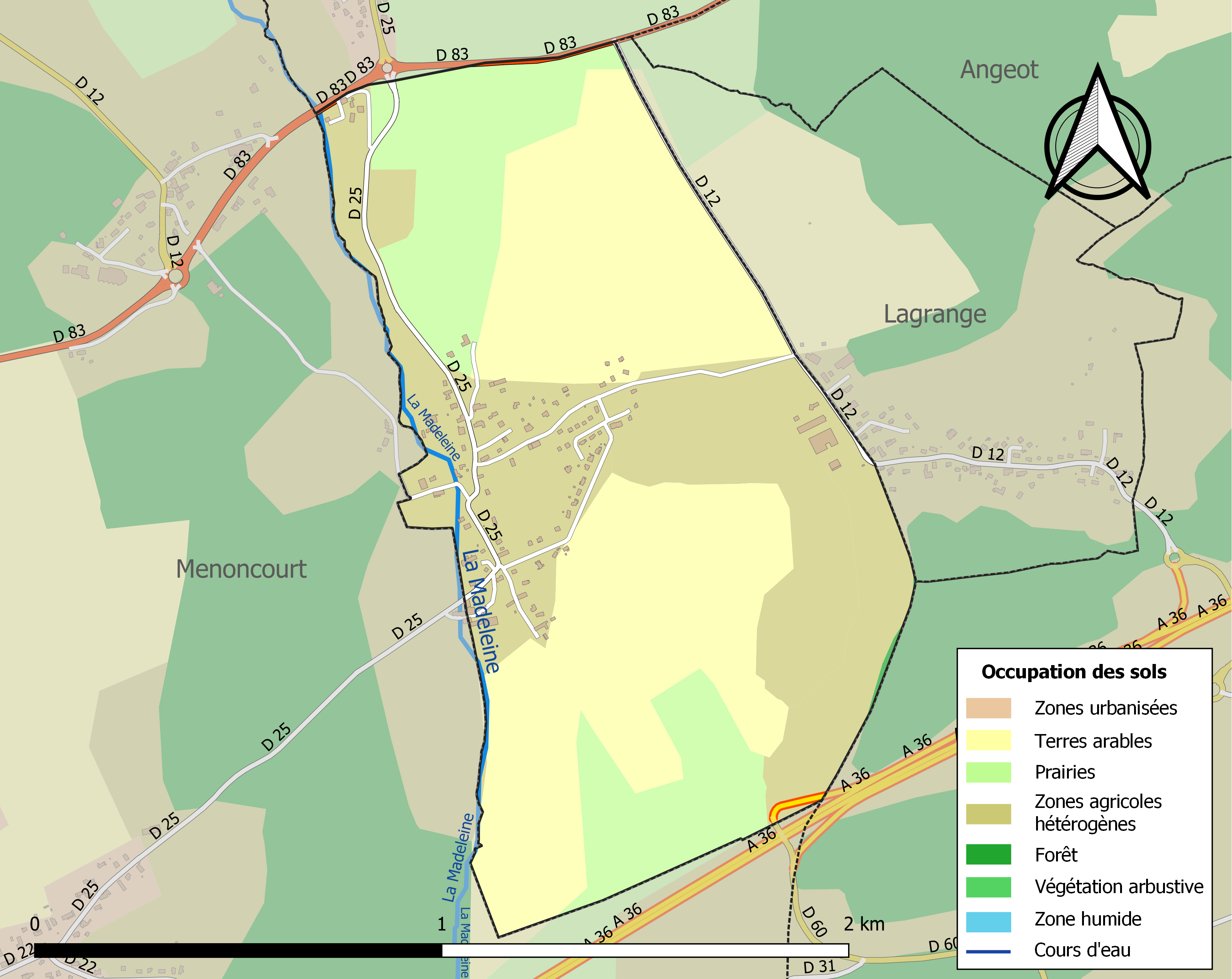
Carte des infrastructures et de l'occupation des sols de la commune en 2018 (CLC).

## Toponymie
- Betonvelier (1295), Bettewilr (1427), Bethwiler (1579), Bethonvillier (1801).
- En allemand : Bettwiller[13].

## Histoire
En 1295 disparaît Richard de Belfort. Sa fille Houdiennette hérite de la dîme et du moulin de Bethonvilliers. Le village est situé sur la rivière La Madeleine qui descend des Vosges toutes proches après avoir traversé les villages d'Étueffont et d'Anjoutey. Cette situation pourtant banale a provoqué jusqu'en 1630 la partition du village en Bethonvilliers-rive-droite (dépendant de la prévôté de Belfort) et Bethonvilliers-rive-gauche (rattaché à la seigneurie de Rougemont-le-Château. Cette distinction se retrouve également sur le plan religieux puisque les habitants dépendant de Rougemont devaient aller à l'église de Phaffans tandis que ceux qui habitaient sur l'autre rive étaient considérés comme paroissiens de Saint-Germain-le-Châtelet.
En 1785, le baron de Dietrich, dans son inventaire des gîtes et minerais de Haute et Basse-Alsace parle ainsi du « Fourneau de Bettonvilliers » (orthographe de l'époque) :
« Outre ces fourneaux (ceux de Belfort et Châtenois), il y en a un, situé à Bettonvilliers, à deux lieues de Belfort, près de la route de Colmar ; depuis dix-huit à vingt ans, la disette des mines l'a empêché de rouler ». Le minerai de fer utilisé provenait des mines toutes proches de Roppe et Eguenigue.

## Politique et administration
| Période                                  | Période     | Identité          | Étiquette | Qualité |
| ---------------------------------------- | ----------- | ----------------- | --------- | ------- |
| Les données manquantes sont à compléter. |             |                   |           |         |
| avant 1988                               | ?           | Daniel Bailly     |           |         |
| mars 2001                                | mars 2008   | Lucien Pfeiffer   |           |         |
| mars 2008                                | mars 2014   | Michel Jeand'heur |           |         |
| mars 2014                                | 25 mai 2020 | Christian Walger  |           |         |
| 25 mai 2020                              | En cours    | Alain Tritter     |           |         |

## Population et société

### Démographie
L'évolution du nombre d'habitants est connue à travers les recensements de la population effectués dans la commune depuis 1793. Pour les communes de moins de 10 000 habitants, une enquête de recensement portant sur toute la population est réalisée tous les cinq ans, les populations de référence des années intermédiaires étant quant à elles estimées par interpolation ou extrapolation. Pour la commune, le premier recensement exhaustif entrant dans le cadre du nouveau dispositif a été réalisé en 2004.

En 2022, la commune comptait 237 habitants, en évolution de −6,32 % par rapport à 2016 (Territoire de Belfort : −2,78 %, France hors Mayotte : +2,11 %).
| 1793 | 1800 | 1806 | 1821 | 1831 | 1836 | 1841 | 1846 | 1851 |
| ---- | ---- | ---- | ---- | ---- | ---- | ---- | ---- | ---- |
| 159  | 129  | 150  | 180  | 184  | 209  | 188  | 175  | 185  |

| 1856 | 1861 | 1866 | 1872 | 1876 | 1881 | 1886 | 1891 | 1896 |
| ---- | ---- | ---- | ---- | ---- | ---- | ---- | ---- | ---- |
| 193  | 193  | 160  | 137  | 187  | 164  | 172  | 191  | 171  |

| 1901 | 1906 | 1911 | 1921 | 1926 | 1931 | 1936 | 1946 | 1954 |
| ---- | ---- | ---- | ---- | ---- | ---- | ---- | ---- | ---- |
| 153  | 157  | 128  | 78   | 80   | 75   | 66   | 75   | 96   |

| 1962 | 1968 | 1975 | 1982 | 1990 | 1999 | 2004 | 2006 | 2009 |
| ---- | ---- | ---- | ---- | ---- | ---- | ---- | ---- | ---- |
| 96   | 92   | 136  | 116  | 154  | 217  | 247  | 252  | 241  |

| 2014 | 2019 | 2022 | - | - | - | - | - | - |
| ---- | ---- | ---- | - | - | - | - | - | - |
| 252  | 239  | 237  | - | - | - | - | - | - |

### Enseignement
La commune de Bethonvilliers fait partie du RPI (Regroupement Pédagogique Intercommunal) de Fontaine. La commune accueille donc une école maternelle, accolée à la mairie.

## Culture locale et patrimoine

### Lieux et monuments
Début 2017, la commune est « réputée sans clochers ».

### Héraldique
| Armes de Bethonvilliers | Les armes peuvent se blasonner ainsi : D'azur aux trois jumelles d'or, aux trois flammes de gueules rangées en pal brochant sur chacune des jumelles. |

## Pour approfondir